# A zsidók passiója (South Park)
A zsidók passiója (The Passion of the Jew) a South Park című animációs sorozat 114. része (a 8. évad 3. epizódja). Elsőként 2004. március 31-én sugározták az Egyesült Államokban.
Az epizód főként A passió című filmet kritizálja, amely szintén 2004-ben jelent meg. A cselekmény szerint a zsidó származású Kyle Broflovskinak szörnyű bűntudata támad, miután megnézi a filmet. Eközben barátai, Stan Marsh és Kenny McCormick is megnézik A passiót, de nem tetszik nekik, ezért vissza akarják kérni a jegy árát a rendezőtől, Mel Gibsontól...

## Cselekmény
|  | Alább a cselekmény részletei következnek! |

A gyerekek űrhajósat játszanak, de Kyle Broflovski és Eric Cartman között szokás szerint feszültség támad; Cartman ismét zsidó származása miatt támadja Kyle-t, majd szóba kerül, hogy szerinte a zsidók felelősek Jézus haláláért. Hogy állításait igazolja, Cartman arra ösztönzi Kyle-t, nézze meg A passió című filmet (amelyet ő már 34 alkalommal látott) mert ez alátámasztja kijelentéseit. Kyle nagy nehezen rászánja magát a film megtekintésére, és elborzadva látja, hogy milyen kínokat kellett Jézusnak elszenvednie.
Kyle nagyon elbizonytalanodik és mérhetetlen bűntudata támad, ezért meglátogatja Cartmant és elismeri, hogy a fiúnak végig igaza volt a zsidókkal kapcsolatban. Cartman ezt hallva egy Mel Gibson poszter előtt imádkozva megfogadja A passió rendezőjének, hogy egységbe kovácsolja a film híveit és terjeszteni fogja annak üzenetét. Eközben Stan Marsh és Kenny McCormick is megnézi A passiót, de nem tetszik nekik és vissza akarják kérni a jegy árát, viszont a jegypénztáros ezt nem hajlandó megtenni. Kiderítik, hogy Mel Gibson Malibuban lakik, így útnak indulnak, hogy visszaszerezzék pénzüket és egyben tiltakozzanak a rossz filmek ellen.
Cartman barna uniformist ölt (melyben Hitlerre hasonlít) és találkozót szervez a film híveinek. Ők azt hiszik, ez csupán egy keresztény összejövetel, de mint kiderül, Cartman valódi célja a zsidók deportálása. Stanék megtalálják Mel Gibson házát, de hamar nyilvánvalóvá válik, hogy a férfi őrült és mazochista, emiatt menekülniük kell, de előtte még gyorsan visszalopják a mozijegyek árát. Kyle – akit a film megnézése óta rémálmok gyötörnek (melyekben Alan Alda színész is felbukkan) – megkeresi South Park lelkészét, Maxi atyát, aki a bűntudata ellen vezeklést javasol neki. Cartman náci vezényszavakat tanít híveinek (akik ezekről tévesen azt hiszik, arámi nyelven íródtak), majd menetelni kezdenek az utcán, miközben ezeket az antiszemita mondatokat harsogják.
Kyle a zsinagógában azt tanácsolja az egybegyűlteknek, hogy talán bocsánatot kellene kérniük Jézus haláláért. Kyle szülei és a többi ember ezen felháborodik, mert szerintük ez is azt igazolja, hogy A passió antiszemita. A rabbi próbálja megnyugtatni híveit, de ebben a pillanatban az épület előtt feltűnik Cartman és mögötte a skandáló tömeg. Heves szócsata alakul ki a két tábor között, de hirtelen megérkezik Stan és Kenny, valamint az őket üldöző, A rettenthetetlen című filmből ismert arcfestést viselő Mel Gibson. A rendező elméje teljesen elborul és mindenki szeme láttára abszurd dolgokat művel; ekkor Kyle rádöbben, hogy teljesen feleslegesen érezte rosszul magát a film miatt, hiszen a férfi nyilvánvalóan nem beszámítható. Stan beszédet tart arról, hogy a keresztényeknek Jézus tanításait kellene hirdetniük és nem a halálát, hiszen a keresztrefeszítés az ókorban mindennapos volt; a hit erejével kell elutasítaniuk az erőszakot. A tömeg szétszéled, így Cartman nem valósíthatja meg tervét, ráadásul a megvadult Mel Gibson még az arcába is székel.

## Fogadtatás
Virginia Heffernan a The New York Times-tól dicsérte az epizódot; az antiszemitizmus ellen küzdő Anti-Defamation League és Max Gross, a Forward nevű zsidó napilap egyik újságírója szintén pozitívan nyilatkozott az epizódról, mint „a napjainkig megjelent legcsípősebb hangvételű Passió-kritikáról”.